# Classificació del sòl
|  | Per a altres significats, vegeu «classificació del sòl (dret)». |

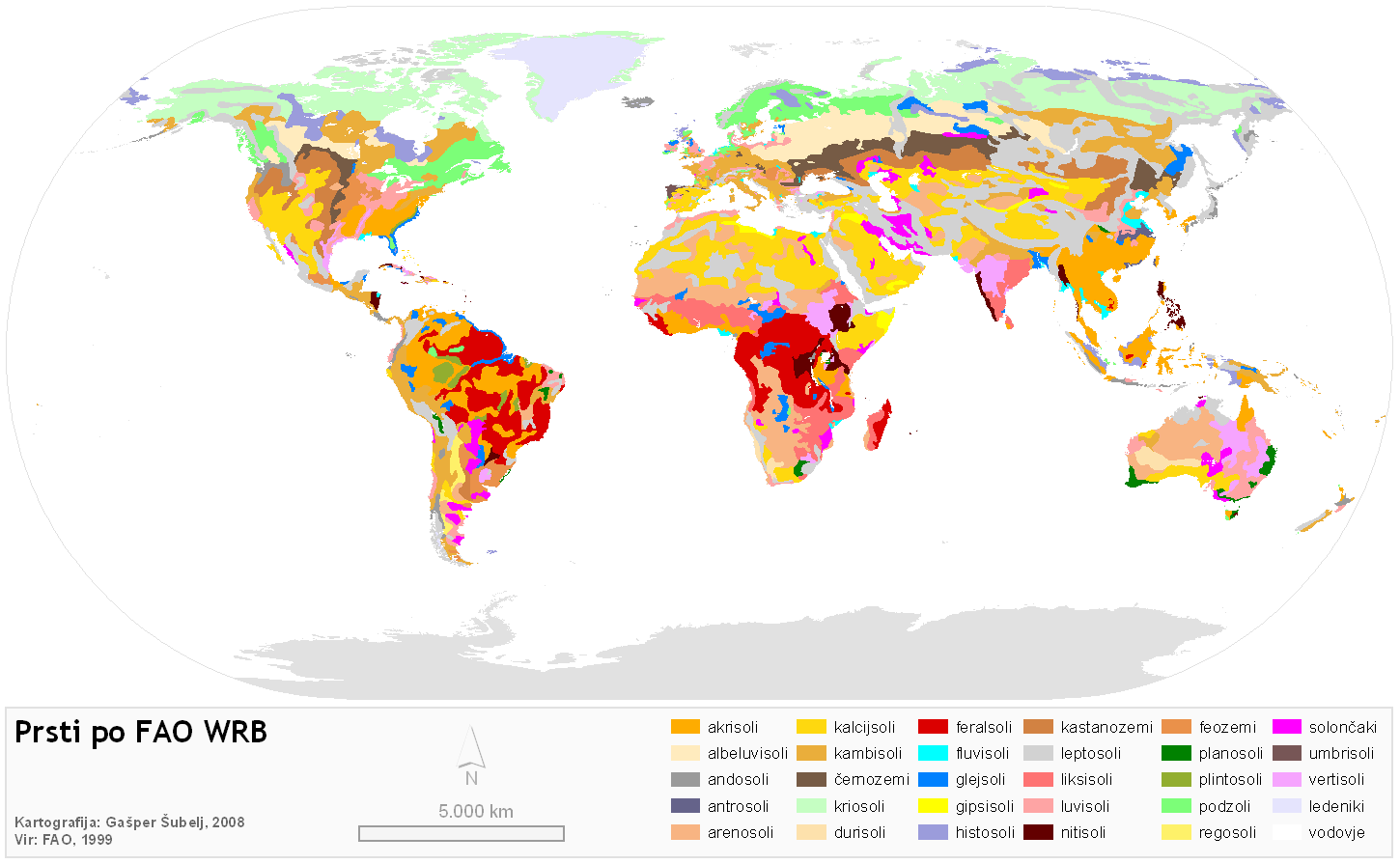
Mapa mundial dels sòls FAO WRB

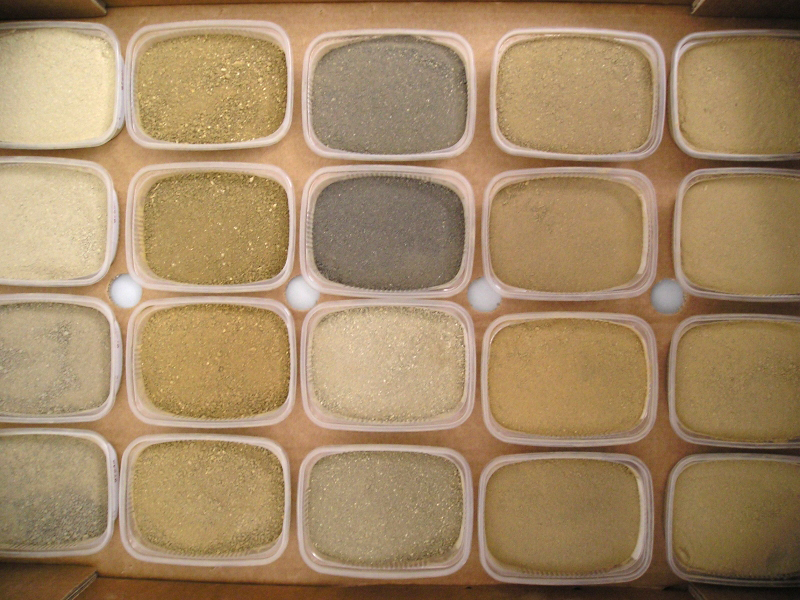
Mostres de sòls de diferents tipus

La classificació del sòl consisteix en la divisió dels sòls en classes en funció de les seves característiques genètiques, texturals, químiques, mineralògiques, físiques o geotècniques. La naturalesa de la roca mare influeix en la composició del sòl resultant. Els processos de meteorització i el tipus i la quantitat de transport abans de la deposició, com en el cas dels sòls sedimentaris, afecten l'estructura dels sòls i les seves propietats en enginyeria.
La classificació del sòl procedeix a una categorització sistemàtica dels sòls basada en característiques distintives i també en els criteris i opcions del seu ús. La classificació del sòl és un subjecte dinàmic, ja en l'estructura del mateix sistema, en les definicions de classes i finalment en les aplicacions en el camp. La classificació del sòl es pot fer des de la perspectiva d'un sòl com a material i del sòl com a recurs.
Els dos sistemes principals de classificació del sòl que s'utilitzen actualment són el sistema de la taxonomia del sòl dels EUA i el sistema de grups de sòls, publicat com a base de referència mundial per als recursos del sòl,desenvolupat per l'Organització per l' Agricultura i l'Alimentació (FAO) de les Nacions Unides. Ambdós sistemes són morfogenètics, ja que utilitzen propietats estructurals com a base de classificació.

## Enginyeria
Els enginyers, típicament enginyers geotècnics, classifiquen els sòls d'acord amb les seves propietats enginyeres relacionades amb l'ús com asuport dels fonaments o de material de construcció..
El sistema més comú de classificació de sòls a Amèrica del Nord és l'Unified Soil Classification System (USCS) amb tres grups principals de classificació (mètode de test estandard):
1. Sòls granulats gruixuts "coarse-grained soils" (per exemple, sorres i graves);
2. Sòls granulats fins "fine-grained soils" (per exemple llims i argiles);
3. Sòls molt orgànics "highly organic soils" (referit a la "torba")

Altres classificacions d'enginyers als Estats Units inclouen l'AASHTO Soil Classification System i el Modified Burmister
Una completa descripció del sòl inclourà també altres propietats com el color, la humitat, la resistència in situ i altres detalls.

## Història
- La humanitat va estar gestionant els sòls durant anys. Per descomptat, des dels inicis de la civilització agrària ja es va veure que els sòls són diferents (Yaalon 2008). Aquest coneixement va ser utilitzat pels governants per avaluar el valor del sòl i, en conseqüència, els impostos. El primer sistema de classificació de sòls conegut al món es pot trobar en un antic llibre xinès Yugong d'ara fa uns 2.500 anys, on els sòls de la Xina es van classificar en tres categories i nou classes basades en el color del sòl, la textura i les característiques hídriques. Es va utilitzar la classificació per a l'avaluació de terres (Gong Zitong 1994).
- El nom de l'antic d'Egipte Kemet significa sòls al·luvials negres fèrtils, mentre que Deshret significa terra vermella del desert. Ara fa una 3.000 anys, diferents sòls cultivables tenien un cost diferent a Egipte: Els sòls "nemhuna" costaven 3 vegades més que els sòls "sheta-teni" (Krupenikov 1981). Aquesta tradició va continuar fins recentment. Per exemple, a Rússia, al segle xvi, es va iniciar una enquesta sistemàtica del coneixement popular del sòl, quan es van crear llibres especials per a avaluar els recursos del sòl del país, tot entrevistant els pagesos sobre la qualitat i productivitat de les seves terres. Aquests llibres inclouen principalment característiques bàsiques dels sòls, com sòls sorrencs pobres, sòls argilosos pedregosos, margues grasses, etc. Més tard, al segle xix, l'enquesta es va fer més regular i les dades es van publicar en una sèrie de llibres "Materials on Statistics de Rússia”, on es van enumerar diversos noms de sòls populars locals per a designar els sòls. També s'utilitzaven els materials per a preparar els primers mapes del sòl de Rússia que, de fet, es basaven en l'enquesta etnopedològica.[3]
- L'actual classificació del sòl a Rússia va començar amb idees ambientalsistes i genètiques, i els sistemes desenvolupats van aplicar els conceptes genètics per identificar els tàxons de nivell alt i mitjà de diferents maneres. Els sòls es van agrupar d'acord amb les combinacions de factors de formació del sòl (clima, temps), processos pedogenètics o propietats del sòl controlades per les teories sobre la gènesi del sòl. La majoria d'aquests enfocaments es van implementar a nivells taxonòmics més alts. Des de principis de la dècada de 1980 hi ha hagut un canvi cap als principis substantius i genètics en la classificació dels sòls. Després d'una sèrie de publicacions en revistes, la primera versió del sistema de classificació del sòl russa es va publicar el 1997 i el 2000, i en anglès el 2001. Les següents versions van aparèixer els anys 2004 i 2008. Preservant els principis bàsics, presenta un grup més ampli de sòls (principalment naturals); per tant, la llista d'horitzons genètics i característiques diagnòstiques s'amplia considerablement.[4]
- La classificació dels sòls es va originar a partir de tres fonts principals: a partir d'estudis empírics de sòls primerencs, de classificacions populars del sòl i de la teoria científica de la pedologia. Les primeres classificacions de sòls reflectien el seu origen en diferent mesura, i en les noves classificacions encara es mantenen certes característiques de les seves fonts inicials. La situació és en part descoratjadora, principalment a causa de la diversitat de classificacions nacionals de sòls existents, una complexitat extrema de taxonomies per als sòls desenvolupats i una conseqüència, la manca o pèrdua d'interès públic en la classificació del sòl. Recentment el Full de Ruta suggerit per a la Classificació Universal de Sòls, sembla ser el principal repte de la història recent de la classificació del sòl.[5]
- Es poden distingir tres etapes diferents per il·lustrar el desenvolupament dels sistemes de classificació del sòl. Els primers sistemes de classificació del sòl (RÚSSIA i USDA 1938) es van centrar en el medi ambient i els factors de formació del sòl per classificar els sòls en sòls zonals (en els quals la pedogènesi estava determinada principalment pel clima i la vegetació) i azonals i intrazonals (en què la pedogènesi estava determinada principalment per material parental i temps de desenvolupament). La diferència entre sòls azonals i intrazonals es va fer en funció del desenvolupament del perfil del sòl. Un desenvolupament posterior es va centrar en els processos que tenen lloc en el propi sòl (com feral·litització, salinització, lixiviació i acumulació, etc.). Aquests processos es van caracteritzar aproximadament per les propietats del sòl. Un bon exemple d'aquest últim enfocament és el sistema de classificació francès (CPCS, 1967). La classificació moderna del sòl va començar amb la publicació de la 7a aproximació de la taxonomia del sòl de l'USDA, on es van utilitzar propietats del sòl definides i quantificades amb precisió com a tals, o en combinació, per definir "horitzons de diagnòstic del sòl".[6]
- La classificació de sòls es refereix a l'agrupació de sòls amb una gamma similar de propietats (químiques, físiques i biològiques) en unitats que es poden georeferenciar i cartografiar. Els sòls són un recurs natural molt complex, molt més que l'aire i l'aigua. Els sòls contenen tots els elements químics naturals i combinen simultàniament estats sòlid, líquid i gasós. A més, el nombre de característiques físiques, químiques i biològiques i les seves combinacions són gairebé infinites. No és estrany, doncs, que s'hagin proposat molts enfocaments diferents per arribar a una agrupació raonable de sòls diferents. També es van desenvolupar sistemes de classificació de sòls amb diferents finalitats:

### Taxonomia dels sòls
Soil taxonomy: per a la interpretació dels estudis de sòls
Aquest sistema de classificació de sòls "nacional" original dels EUA - Keys to Soil Taxonomy, Twelfth Edition (2014) - ha trobat una àmplia acceptació internacional, especialment als països d'Amèrica Llatina i Àsia. Els principis desenvolupats per Soil Taxonomy van ser adoptats per WRB i la FAO Legend per establir estàndards internacionals. Aquest sistema es va publicar per primera vegada l'any 1975 i des de llavors ha sofert diverses revisions. És una classificació jeràrquica que intenta agrupar sòls similars en categories cada cop més generals. Va ser dissenyat per donar suport a l'enquesta de sòls als EUA, específicament la correlació de sèries de sòls i el subministrament de noms d'unitats cartogràfiques a diversos nivells de detall cartogràfic. Intenta classificar tots els sòls del món, però l'objectiu principal sempre ha estat agrupar els sòls dels EUA.

### Llegenda FAO/UNESCO del Mapa de Sòls del Món
El catàleg o llegenda de la FAO per representar la distribució global i la geografia dels sòls
Per tal d'elaborar un mapa de sòls del món tal com va demanar la IUSS l'any 1968, la FAO va desenvolupar una llegenda supranacional que s'ha utilitzat com a sistema internacional de classificació de sòls. Molts dels noms que s'ofereixen en aquesta classificació són coneguts a molts països i tenen un significat similar. La llegenda FAO/UNESCO és un sistema de classificació molt senzill amb unitats molt àmplies, però va ser el primer sistema realment internacional, i la majoria dels sòls es podien acomodar a partir de les seves descripcions de camp. El mapa de sòls de la FAO estava pensat per cartografiar sòls a escala continental però no a escala local. L'any 1988 es va publicar una revisió important del sistema. Aquest sistema va ser finalment substituït per la Base de referència mundial per als recursos del sòl el 1998. Molts informes i mapes de sòls heretats van utilitzar aquest sistema.

### World Reference Base, WRB
Per facilitar les correlacions entre diferents sistemes de classificació de sòls
És l'estàndard internacional per al sistema de classificació de sòls aprovat per la Unió Internacional de Ciències del Sòl. Va ser desenvolupat per una col·laboració internacional coordinada pel Grup de Treball IUSS. Va substituir la llegenda FAO/UNESCO per al mapa de sòls del món com a estàndard internacional. El WRB manlleva en gran manera els conceptes moderns de classificació del sòl, com ara la taxonomia del sòl, la llegenda del mapa mundial de sòls de la FAO 1988, el Référentiel Pédologique i els conceptes russos. En la mesura del possible, els criteris de diagnòstic coincideixen amb els dels sistemes existents, de manera que la correlació amb els sistemes nacionals i internacionals anteriors sigui el més senzilla possible.
La primera edició del WRB es va publicar el 1998. Inicialment concebut com un marc per a la correlació i la comunicació internacionals, el WRB ha funcionat com un sistema de classificació de sòls, especialment des de 1998, quan la Societat Internacional de Ciència del Sòl va aprovar WRB com el seu sistema recomanat oficialment per nomenar i classificar sòls.

## Diversitat de mètodes de classificació
Els sistemes USDA soil taxonomy i World Reference Base for Soil Resources, fan servir criteris de taxonomia que impliquen proves de laboratori de morfologia per fer i ajustar les classes de sòl.
Als Estats Units, la classificació es basa en la morfologia del sòl afegint característiques de la formació del sòl. Els criteris estan dissenyats per escollir opcions en l'ús de la terra i la gestió del sòl. És un sistema híbrid entre el "natural" i el de criteris objectius.
Els sistema de referència dels sòls francès (Référentiel pédologique français) és del tipus natural i basat en la gènesi suposada del sòl.

### Sistemes internacionals actuals
- Buol, S.W., Southard, R.J., Graham, R.C., and McDaniel, P.A. (2003). Soil Genesis and Classification, 5th Edition. Iowa State Press - Blackwell, Ames, IA.
- Driessen, P., Deckers, J., Spaargaren, O., & Nachtergaele, F. (Eds.). (2001). Lecture notes on the major soils of the world. Rome: FAO.
- W. Zech, P. Schad, G. Hintermaier-Erhard: Soils of the World. Springer, Berlin 2022. ISBN 978-3-540-30460-9
- IUSS Working Group WRB: World Reference Base for Soil Resources 2014, Update 2015. World Soil Resources Reports 106, FAO, Rome 2015. ISBN 978-92-5-108369-7. (PDF 2,3 MB).
- IUSS Working Group WRB: Base referencial mundial del recurso suelo 2014, Actualización 2015. Informes sobre recursos mundiales de suelos 106, FAO, Roma 2016. ISBN 978-92-5-308369-5. (PDF 2,8 MB).
- IUSS Working Group WRB: World Reference Base for Soil Resources, fourth edition. International Union of Soil Sciences, Vienna 2022. ISBN 979-8-9862451-1-9 (https://wrb.isric.org/files/WRB_fourth_edition_2022-12-18.pdf]).

### Sistemes nacionals actuals
- Agriculture Canada Expert Committee on Soil Survey. (1987). The Canadian system of soil classification (2nd ed.). Ottawa: Canadian Government Publishing Centre.
- Avery, B. W. (1980). Soil classification for England and Wales: higher categories. Cranfield, England: Cranfield University, Soil Survey & Land Research Centre/National Soil Resources Institute.
- Baize, D., & Girard, M. C. (Eds.). (1995). Référentiel pédologique 1995. Paris: Institut National de la Recherche Agronomique.
- Baize, D., & Girard, M. C. (Eds.). (1998). A sound reference base for soils: The "Référentiel Pédologique" (English translation by Hodgson J.M., Eskenazi N.R., & Baize D. ed.). Paris: Institut National de la Recherche Agronomique.
- Hewitt, A. E. (1992). Soil classification in New Zealand: legacy and lessons. Australian Journal of Soil Research, 30, 843-854.
- Isbell, R. F. (1996). The Australian soil classification. Collingwood, Victoria, Australia: CSIRO.
- Soil Classification Working Group. (1991). Soil classification: a taxonomic system for South Africa. Pretoria: Department of Agricultural Development, RSA.
- Soil Survey Staff. (1999). Soil taxonomy: a basic system of soil classification for making and interpreting soil surveys (2nd ed.). Washington, DC: US Department of Agriculture Soil Conservation Service.

### Sistemes tècnics actuals
Els sistemes tècnics de classificació del sòl se centren a representar alguna faceta o qualitat del sòl, més que no pas en una classificació pedogenètica directa. Aquestes classificacions tècniques estan desenvolupades pensant en aplicacions específiques, com són les relacions sòl-aigua, l'avaluació de la qualitat de la terra i l'enginyeria geotècnica.
- Boorman, D. B., Hollis, J. M., & Lilly, A. (1995). Hydrology of soil types: a hydrologically-based classification of the soils of the United Kingdom (No. 126): UK Institute of Hydrology.
- Klingebiel, A. A., & Montgomery, P. H. (1961). Land capability classification. Washington, DC: US Government Printing Office.
- Sanchez, P. A., Palm, C. A., & Buol, S. W. (2003). Fertility capability soil classification: a tool to help assess soil quality in the tropics. Geoderma, 114(3-4), 157-185.
- American Society for Testing and Materials, 1985, D 2487-83, Classification of Soils for Engineering Purposes: Annual Book of ASTM Standards. Vol. 04.08, pp 395-408.

### Sistemes antics interessants
- Baldwin, M., Kellogg, C. E., & Thorp, J. (1938). Soil classification. In Soils and men: Yearbook of agriculture (pp. 979-1001). Washington, DC: U.S. Department of Agriculture.
- Simonson, R. W. (1989). Historical aspects of soil survey and soil classification with emphasis on the United States, 1899-1970. Wageningen, NL: International Soil Reference and Information Centre (ISRIC).

### Principis
- Butler, B. E. (1980). Soil classification for soil survey. Oxford: Oxford Science Publications.Science, 96,
- Cline, M. G. (1949). Basic principles of soil classification. Soil Science, 67(2), 81-91.
- Cline, M. G. (1963). Logic of the new system of soil classification. Soil 17-22.
- Webster, R. (1968). Fundamental objections to the 7th approximation. Journal of Soil Science, 19, 354-366.
- Terzaghi Karl (1924). Soil Mechanics in Engineering Practice, Wiley-Interscience; 3 Sub-edition (January 1996, ISBN 0471086584)

### Classificació numèrica
- McBratney, A. B., & de Gruijter, J. J. (1992). A continuum approach to soil classification by modified fuzzy k-means with extragrades. Journal of Soil Science, 43(1), 159-175.